# Mât de KW-TV

Le mât de KW-TV (appelé aussi Griffin Television Tower Oklahoma) est une ancienne tour de transmission de 480,5 mètres de hauteur située à Oklahoma City et qui fut de 1954 à 1956 la plus haute structure du monde. Elle permet la transmission radio FM et Télévision dans la région Oklahoma. Elle est surtout connue pour avoir été la plus haute structure du monde.
Elle a été démontée en 2015.